# 정종여
정종여(鄭鍾汝, 1914년~1984년)는 한국의 화가이다. 아호는 청계(靑谿)이다.

## 생애
경상남도 거창 출신이다. 이상범에게 동양화를 배워 화가가 되었고, 이후 일본으로 건너가 도쿄와 오사카시에서 고학으로 미술을 공부했다.
1936년 제15회 조선미술전람회에서 첫 입선하면서 등단, 선전에서 총 9회의 입선과 특선을 차지했다. 선전 최고상인 창덕궁상도 수상할 정도로 능력을 인정 받았다.
일제강점기 말기에는 선전에 일본군 수송선을 그려 출품하고 관제 전시회인 결전미술전람회에 작품을 내는 등 친일 미술 활동을 했다. 불교 미술에 조예가 깊던 그는 태평양 전쟁에 참전한 군인들을 위해 〈수호관음불상〉을 그려 강화도 군수에게 헌납하기도 했다. 2008년 민족문제연구소가 선정한 친일인명사전 수록예정자 명단 미술 부문에 포함되었다.
광복 후에는 조선미술동맹 간부를 맡는 등 좌익 미술 운동에 몸담았다가, 대한민국 건국 후 이전에 좌익 활동을 한 것으로 지목 받은 미술인들을 가입시켜 반공주의 포스터를 그리도록 하고 사상전향 교육을 맡게 한 단체인 보도연맹에 가입해 전향하였다. 이후 한국 전쟁이 발발하자 조선미술가동맹로 돌아갔고, 조선민주주의인민공화국으로 가서 평양미술대학 교수를 지내며 활발히 활동했다. 1964년 미술가동맹 중앙위원회 부위원장에 올랐으며, 공훈예술가(1974)와 인민예술가(1982) 칭호를 받았다.
소재는 산수와 인물 등으로 폭넓은 편이며 조선민주주의인민공화국 특유의 몰골준법과 수묵채색 등 표현 기법이 다양하고 섬세하다. 입북 초기 대표작으로는 국가미술전람회에서 금메달상을 받았을 정도로 조선민주주의인민공화국에서 높은 평가를 받고 있는 한국 전쟁 소재의 병풍 작품 〈고성인민들의 전선원호〉(1959)를 들 수 있고, 1960년대 이후로는 주체사상의 예술론을 충실히 따른 인물주제화와 채색화 중심으로 화풍을 변화시킨 것으로 알려져 있다. 1980년까지 〈무궁화〉를 발표하는 등 창작 활동을 했다.
1988년 월북 작가 해금 조치 이후 조선민주주의인민공화국에서의 활동과 작품이 남한에도 소개되기 시작했고, 월북할 때 두고 온 자녀들을 그리며 창작한 한국화 〈참새〉등이 공개되었다. 남한에 남은 자녀 중 정혜옥이 아버지와 같은 동양화가가 되었으며, 조선민주주의인민공화국에서 새로 결혼하여 얻은 아들 정희진도 평양미술대학을 졸업한 조선화가로 알려져 있다.

## 참고 문헌
- 전갑생 (2004년 11월 16일). “[특집] 경남.부산 친일예술인 연구 4 인물편-화가들 - 회화 보국에 나선, 임응구-정종녀 등 친일화가들”. 거제타임즈. 2007년 10월 26일에 확인함.
- 최현정 기자 (2007년 3월 6일). “‘동양화 대가’ 정종여 유고작 인터넷 경매”. 동아일보. 2007년 10월 26일에 확인함.[깨진 링크(과거 내용 찾기)]
- 박계리 (2005년 6월 9일). “북한 화가, 보다 다양한 기법 선택 - 몰골법논쟁을 통한 수묵화 복권”. 컬처뉴스.
- 조은정 (2004년 11월 26일). “[청산해야할 역사적 기억 - 친일미술 새로 보기] 수묵채색의 친일미술인”. 컬처뉴스.